# Dobroteasa (gmina)
Dobroteasa – gmina w Rumunii, w okręgu Aluta. Obejmuje miejscowości Batia, Câmpu Mare, Dobroteasa i Vulpești. W 2011 roku liczyła 1831 mieszkańców.